# Grises
Grises est un groupe espagnol de rock indépendant, originaire de Zestoa, au Pays basque, actif entre 2009 et 2023.

## Histoire
Le groupe est composé des frères Amancay (chant) et Eñaut Gaztañaga (chant et guitare), Alejandro Orbegozo (clavier et synthétiseur), Raúl Olaizola (basse) et Gaskon Etxeberria (batterie). Tous les membres se rencontrent à l'école de musique de Zestoa, et adoptent d'abord le nom « Grises Sueños », avant de le changer en Grises tout court. En 2011, ils sortent leur premier album studio, intitulé El hombre bolígrafo ; depuis, ils sortent cinq autres albums, en commençant par De Peces y Árboles sorti le 26 janvier 2018,,,, et le dernier étant Talismán sorti le 18 octobre 2020.
Le 25 octobre 2022, ils annoncent la séparation du groupe par une déclaration sur les réseaux sociaux. Ils donnent leur dernier concert le 30 décembre 2023 au centre Sanagustin Kulturgunea dans la ville d'Azpeitia dans la province de Guipuscoa.

## Discographie

### Albums studio
- 2011 : El hombre bolígrafo (Origami Records)
- 2013 : No se alarme señora, soy soviético (Origami Records)
- 2014 : Animal (Octubre Records, Sony)
- 2016 : Erlo (Octubre Records, Sony)
- 2018 : De Peces y Árboles (Hook Ediciones Musicales)
- 2020 : Talismán

### Singles
- 2014 : Animal
- 2017 : Laberinto[7]
- 2017 : Mi mejor fracaso[7]
- 2018 : El Impacto[7]
- 2018 : Comida para insectos
- 2020 : Amazonia arde
- 2020 : Veneno